# Живучий (эсминец)
«Живучий» — эскадренный миноносец (контрминоносец) типа «Лейтенант Пущин» Черноморского флота Русского императорского флота. Участвовал в Первой мировой войне. 25 апреля 1916 года подорвался на немецкой мине и затонул на траверзе бухты Камышовая.

## Строительство
Заказан в рамках судостроительной программы на 1882—1902 годы. Первоначально предполагалась постройка на Балтике, а затем переход своим ходом на Чёрное море. Из-за дипломатических трудностей, связанных с проводкой кораблей через Босфор и Дарданеллы, Морское ведомство передало заказ Южным заводам. В соответствии с контрактом они строились по усовершенствованным чертежам 350 тонного миноносца класса «Буйный», известным также как «тип Ж» и «тип З» или тип «Лейтенант Пущин». В отличие от прототипа, помещение для офицеров перепланировали на отдельные каюты, вынесли на верхнюю палубу камбуз, расширили ходовой мостик, установили грот-мачту, убрали носовой минный (торпедный) аппарат, боезапас торпед уменьшили до 4-х и уже в процессе постройки, калибр торпедных аппаратов увеличили до 457 мм.
Строителем их был инженер-механик, капитан 1-го ранга Николай Иванович Егоров. Механизмы поставил Петербургский металлический завод.
Несвоевременное поступление в Николаевский порт чертежей с Невского завода сильно затормозило работы по строительству миноносцев этого типа. Спуск на воду «Живого» состоялся лишь 28 марта (10 апреля) 1903 года. Механизмы для «Живучего» были изготовлены в ноябре 1903 года, но корпус корабля был завершён только через девять месяцев (общее опоздание постройки этого корабля составило более двадцать одного месяца). 
22 марта 1902 года зачислен в списки судов Черноморского флота, в 1902 году заложен на эллинге Николаевского Адмиралтейства в Николаеве, спущен на воду в мае 1904 года, вступил в строй в 1906 году.
Из всех эсминцев типа «Лейтенант Пущин» контрактная скорость была соблюдена на «Завидном» (26,38 уз.) и «Живом» (26,27 уз.). Остальные корабли её не достигли. Испытания проводились не в полном грузу и в пересчёте контрактную скорость не развил ни один из кораблей серии.

## История службы
До 10 октября 1907 года классифицировался как миноносец. Прошел капитальный ремонт корпуса и механизмов в 1911—1913 годах в Лазаревском адмиралтействе Севастопольского порта, с заменой трубок в котлах и артиллерийского вооружения.

### Первая мировая война
В период Первой мировой войны миноносец участвовал в набеговых операциях на коммуникации и побережье противника, нёс блокадную службу у берегов Турции и Румынии, оказывал артиллерийскую поддержку приморским флангам армии в районе Батума, выставлял мины у пролива Босфор, высаживал разведывательно-диверсионные группы, обеспечивал и прикрывал набеговые и минно-заградительные действия других сил флота.
Капитан 1-го ранга В. В. Трубецкой командовал 1-м дивизионом эскадренных миноносцев Черноморского флота. В морском бою 16 (29) октября 1914 года у Севастополя ради спасения минного заградителя «Прут» вывел свой дивизион в смелую (а по мнению многих современников, практически в самоубийственную) атаку на германский линейный крейсер «Гёбен» (флаг командира дивизиона на эсминце «Лейтенант Пущин», за ним атаковали «Жаркий» и «Живучий»), которая была отбита огнём «Гёбена». «Лейтенант Пущин» получил три прямых попадания тяжелыми снарядами, понёс потери в экипаже, но сумел вернуться в Севастополь. «Жаркий» и «Живучий» повреждений не получили.
Совместно с другими кораблями уничтожил в море и около берега 46 турецких парусников.

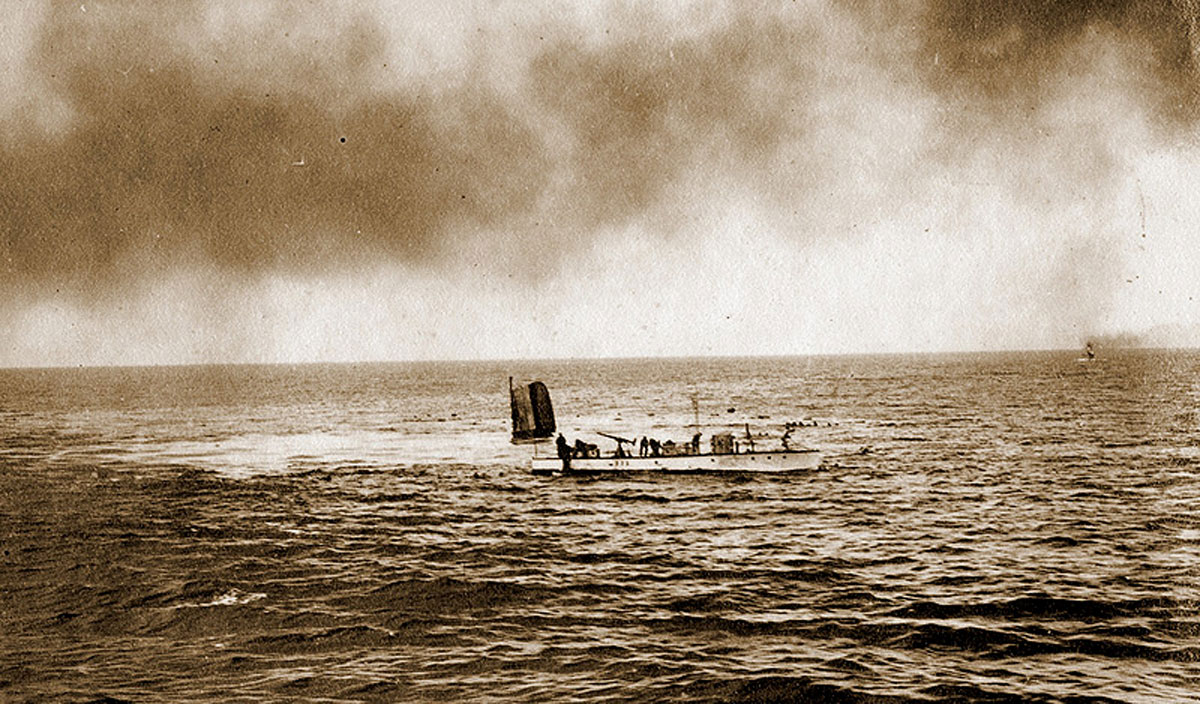
Гибель миноносца Живучий, рядом один из сторожевых катеров типа Гринпорт, 12(25) апреля 1916 года

12(25) апреля 1916 года, во время эскортирования линейного корабля «Императрица Мария», на входе в Севастополь на траверзе бухты Камышовая, подорвался на минах, выставленных германской подводной лодкой «UC 15» под командой обер-лейтенанта Девица, переломился пополам и затонул. Некоторое недолгое время из воды торчал только нос «Живучего», потом он быстро погрузился и исчез. Погибли 48 членов экипажа. Два быстроходных катера типа «Гринпорт» бросились к месту взрыва подбирать плававших среди обломков моряков. На одном из катеров успели сфотографировать место взрыва. Из базы вышел дивизион тральщиков и снова протралил фарватер. Было вытралено 8 мин.
В феврале 1916 года были получены мины для германского подводного заградителя «UC-15». 6 марта «UC-15» покинула Стамбул и направилась в Варну. Используя Варну как операционную базу, «UC-15» 24 и 31 марта 1916 года поставила два минных заграждения по 11 мин у входа в Севастопольскую бухту. 21 апреля UC15 опять вышла в море и 25 апреля на фарватере Севастополя, недавно протраленном и обвехованном, выставила 12 мин. Лодка видела входящие в Севастополь «Кагул» (Очаков) и «Императрицу Марию», готовилась к атаке, но оживленное движение гидропланов и тральщиков заставило её уйти на глубину.

## Командиры
- 1907-1908 — капитан-лейтенант Злобин, Николай Николаевич
- Евдокимов, Сергей Владимирович
- 1915 — капитан-лейтенант Туманов, Язон Константинович
- 1916 — капитан 2-го ранга Чухнин Григорий Григорьевич (1878—1920).